# Broken Wings (chanson d'Alter Bridge)
Pour les articles homonymes, voir Broken Wings.
Singles de Alter Bridge
Find the Real
(2005) Rise Today
(2007)
Broken Wings est le troisième single du groupe Alter Bridge sorti en 2005.